# Lgotka
Lgotka – wieś w Polsce położona w województwie śląskim, w powiecie zawierciańskim, w gminie Kroczyce.
W latach 1975–1998 miejscowość administracyjnie należała do województwa częstochowskiego.
Pierwsza wzmianka o wsi pochodzi z roku 1435 w dokumencie kupna zamku w Bąkowcu przez Krystyna z Koziegłów.
Nazwa wsi (zdrobnienie od Lgota/Ligota) oznacza osadę założoną na surowym korzeniu, z zastosowaniem dla jej nowych mieszkańców ulgi na zagospodarowanie.